# Озерище (станция)
Озери́ще (бел. Азярышча) — железнодорожная станция Минского отделения Белорусской железной дороги на линии Минск — Орша, между станциями Степянка и Колодищи. Расположена на северо-восточной окраине Минска, в микрорайоне Озерище.Рядом располагаются столичные микрорайоны Великий лес и Уручье

## История
В 1871 году был открыт участок Осиновка — Брест Московско-Брестской железной дороги, на которой в будущем расположится станция. Станция Озерище была построена и сдана в эксплуатацию в 1951 году, до этого здесь существовал разъезд. Станция получила название по одноимённому посёлку (с 1989 года — в городской черте Минска), который получил своё название от местного озера. В 1974 году станция была электрифицирована переменным током (~25 кВ) в составе участка Минск — Борисов.
В 2015 году проведена реконструкция станции, связанная с подготовкой к открытию движения электропоездов городских линий на участке Минск — Смолевичи. Реконструкции подверглись пассажирские платформы, проведён восстановительный ремонт первого главного пути, на здании пассажирского вокзала была заменена кровля и благоустроена прилегающая территория. В 2016 году было построено разворотное кольцо с остановочным пунктом для городских автобусов.
В 2021 году в районе станции военными был построен путепровод для движения техники 120-й отдельной гвардейской механизированной бригады.

## Устройство станции

### Путевое хозяйство
На станции имеется всего пять путей, из которых два — магистральные и один путь является тупиковым.

### Инфраструктура
Грузовая
На станции осуществляются приём и выдача грузов на железнодорожных путях служебного пользования, имеются четыре грузовые платформы: на пути № 6А — комбинированная повышенная полезной длины 69 метров, на пути № 6 — боковые повышенной полезной длины 49, 36, и 52 метров.
Пассажирская
Для обслуживания пассажиров имеются здание железнодорожного вокзала с залом ожидания и билетной кассой (работает круглосуточно). На станции расположены одна боковая (длина — 330 метров) и одна островная (240 метров) платформы прямой формы для посадки на электропоезда. Пересечение железнодорожных путей на станции осуществляется по двум наземных пешеходным переходам, для избегания пересечения путей в неположенных местах станция ограждена забором.

## Пассажирское сообщение
На станции ежедневно останавливаются электропоезда региональных линий экономкласса (пригородные электрички) следующие до станций Орша-Центральная (4 пары), Борисов (8 пар), Крупки (2 пары), Жодино и Славное. В направлении города электропоезда следуют до станций Минск-Пассажирский, Минск-Восточный и остановочного пункта Институт культуры. Помимо пригородных электричек, на станции ежедневно совершают остановку электропоезда городских линий (4 пары), следующие до станции Красное Знамя (через Смолевичи). Время в пути до Орши составляет в среднем 3 часа 45 минут, до Борисова — 1 час 20 минут, до станции Минск-Пассажирский — 20 минут.
Выходы со станции осуществляются в жилой массив Озерище; к улицам Тяпинского и Славянской. На северном выходе имеется разворотное кольцо наземного пассажирского транспорта, на котором оборачивается автобус 155 маршрута, следующий до микрорайона Уручье и одноимённой станции метро, интервал между рейсами — 20-30 минут.